# Wielokrążek zwykły
Wielokrążek zwykły – rodzaj wielokrążka, w którym krążki są połączone jeden za drugim.
Siła {\displaystyle P,} niezbędna do uniesienia ciężaru {\displaystyle Q,} wynosi:
{\displaystyle P={\frac {Q}{k}},}
gdzie {\displaystyle k} – liczba odcinków cięgna przebiegających pomiędzy zbloczami (zespołami krążków).
Jeżeli koniec cięgna umocowany jest do zblocza nieruchomego (jak na ilustracji), to:
{\displaystyle k=2n,}
{\displaystyle P={\frac {Q}{2n}},}
a jeśli do ruchomego, to:
{\displaystyle k=2n+1,}
{\displaystyle P={\frac {Q}{2n+1}},}
gdzie {\displaystyle n} – liczba krążków przesuwnych (w zbloczu ruchomym).

## Wielokrążek zwykły w układach rzeczywistych
W układach rzeczywistych dochodzą zjawiska dynamiczne, związane z inercją układu oraz straty mechaniczne związane z oporami ruchu. Zazwyczaj przyjmuje się, że ruch jest ustalony i nie występuje tarcie.
Wtedy spełnione jest równanie:
{\displaystyle P={\frac {Q}{\eta _{wkz}{k}}},}
gdzie {\displaystyle \eta _{wkz}={\frac {1-\eta ^{k}}{{k}\left(1-\eta \right)}}} – sprawność wielokrążka zwykłego, przy określonej sprawności krążka stałego {\displaystyle \eta .}